# Cake Mania
Cake Mania — серия игр стратегического жанра. Первая игра серии разработана и выпущена в 2006-м году компанией Sandlot Games для Wii, Windows и других операционных систем. Игры серии используют PopCap Games Framework.

## Игры серии
Ниже предоставлен список игр серии по данным на июль 2017 года. Список упорядочен по дате выхода игры.
- Cake Mania
- Cake Mania: Back to the Bakery
- Cake Mania 2
- Cake Mania 3
- Cake Mania: Main Street
- Cake Mania: Lights, Camera, Action!
- Cake Mania: To The Max!

## Сюжет

### В первой игре серии
Джилл Эванс, вдохновлённая профессиями бабушки и дедушки, развила в себе любовь к выпечке, после чего решила поступить в кулинарную школу. Когда Джилл вернулась из кулинарной школы, она узнала о том, что хлебобулочная пекарня, которой владели её бабушка и дедушка, закрыта. Джилл решает открыть свою собственную пекарню и усердно работать, «вверх по карьерной лестнице», для того, чтобы в будущем выкупить и вернуть в работу закрытую пекарню. Она также узнаёт о том, как бороться с конкуренцией.

### В игре Cake Mania: Back to the Bakery
Джилл пытается заполучить отпуск для её бабушки и дедушки на Гавайях. Для этого требуется реконструкция хлебозавода.

### В третьей игре серии
Джилл собирается выйти замуж, но каким-то образом отправляется в прошлое, в разные периоды, включая период жизни динозавров и времена Древнего Китая.

## Игровой процесс
Управляемым персонажем является Джилл Эванс. Клиенты приходят и выстраиваются в линию, давая Джилл свои заказы. Игрок должен выполнить их заказы, прежде чем клиент устанет ждать и уйдёт. Есть возможность использовать другие предметы, в том числе телевизор, чтобы занять клиентов, ждущих своей очереди.

## Отзывы и награды
| Сводный рейтинг | Сводный рейтинг |
| Агрегатор       | Оценка          |
| --------------- | --------------- |
| GameRankings    | 58,05 %         |

Эта игра неоднократно получала награды со стороны некоторых критиков.
- «Лучшая казуальная игра 2006-года» по мнению Logler.com;
- «Казуальная игра года. 2006» по мнению Yahoo! Games[5];
- «Топ 10 игр с большим тиражом, 2006 год» по мнению Logler.com.